# Kititwa Tumansi
Jean-Marie Kititwa Bengantundu Tumansi, né le 27 juillet 1929 à Lugungu (Kitutu) dans la chefferie de Wamuzimu (territoire de Mwenga) et mort le 22 décembre 2000 à Kinshasa, est un homme d'État de la république démocratique du Congo (RDC), ex-Zaïre. Haut dignitaire et ancien cadre du Mouvement populaire de la révolution, il a participé à la Table ronde belgo-congolaise et a notamment été ministre dans les années 1960 et ambassadeur du Zaïre dans plusieurs pays, notamment en France,.